# Сусана Гутьєррес Годой
Сусана Гутьєррес Годой (ісп. Susana Gutiérrez Godoy; нар. 24 травня 1910 — 4 січня 2024) — мексиканська довгожителька, вік якої підтверджено Групою геронтологічних досліджень (GRG) та Групою LongeviQuest (LQ). На момент смерті вона була найстаршою живою людиною в Мексиці, 3-ю найстарішою за віком в Мексиці та 17-ю найстарішою живою людиною у світі. Померла у віці 113 років 225 днів.

## Біографія
Сусана Гутьєррес Годой народилася 24 травня 1910 року в Тепечітлані, штат Сакатекас, Мексика. Її батько Хуан Гутьєррес Корреа (1887—1983) дожив до 95 років, а мати Франсіска Годой Ортіс (1885—1916) померла, коли їй було лише 6 років, після смерті матері вона та її сестри й брати виховувалися тіткою.
19 квітня 1932 року вона одружилася з Хосе Естраду Мезу у віці 21 року, у пари не було дітей. Проте її чоловік помер більше ніж через рік, 5 грудня 1933 року.
8 червня 1939 року вона вдруге одружилася з Педро Васкесом Парра. У подружжя була єдина донька, яка померла віці трьох місяців. Після смерті дочки вона не змогла більше мати дітей.
Гутьєррес Годой була дуже незалежною в старості. Вона завжди готувала собі їжу.
Коли їй було 110 років, у 2020 році вона переїхала до будинку похилого віку.
У її 113-й день народження її родина надіслала їй вітальні повідомлення, оскільки більшість із них живуть за межами штату Сакатекас.
Сусана Гутьєррес Годой померла 4 січня 2024 року, о 9:20 ранку в Тепечітлані, штат Сакатекас, Мексика, у віці 113 років, 225 днів.

## Рекорди довгожителя
- 19 жовтня 2022 року, після смерті Анджели Діас Міллан, вона стала найстарішою живою людиною в Мексиці, чий вік був підтверджений.
- 24 травня 2023 року Сусана Гутьєррес стала 3-ю мексиканкою, яка відзначила своє 113-річчя.